# Karl Butzer
Karl W. Butzer (Mülheim an der Ruhr, 1934. augusztus 19. – Austin, Texas, 2016. május 4.) német származású amerikai földrajzíró, ökológus és régész.

## Életpályája
Karl Butzer Mülheimben született 1934-ben, katolikus családban. 1937-ben, még gyermekkorában családja kivándorolt Németországból először Angliába, majd Kanadába. A McGill Universityn meteorológiai és földrajzi diplomát szerzett, majd ezt követően az 1950-es években visszatért Németországba, ahol a Bonni Egyetemen fizikai földrajzi doktorátust szerzett.
1959 és 1966 között a wisconsini Madison Egyetemen tanított. Ezt követően a svájci zürichi ETH-nél, 1984-ig pedig a Chicagói Egyetemen, ezt követően pedig a Austini Texasi Egyetem Földrajzi és Környezetvédelmi Tanszékén tanított.
2016. május 4-én 82 éves korában érte a halál a texasi Austinban. 

## A nemzetközi terepmunka főbb területei
- Egyiptom és Núbia, beleértve a disszertáció terepmunkáját (1956)
- Német Régészeti Intézet régészeti felmérése (1958)
- Kvaterner tanulmányok és geoarcheológia a Yale Egyetemen (1962–63); és a „Piramisok elveszett városa” (Ancient Egypt Research Associates) geoarcheológiája (2001–02).
- Kelet-Afrika, a Chicagói Egyetem Omo-expedíciójával az Etiópiában (1967–1969); és függetlenül az etiópiai Axumban (1971, 1973).
- Dél-Afrika, beleértve az 1969 és 1983 közötti kilenc terepi évadot, körülbelül harminc helyszín, köztük Taung és Swartkrans területének negyedik kutatására és geoarcheológiájára összpontosított.
- Spanyolország, beleértve a független kutatásokat Mallorcán és Catalunyában (1969–1971)
- Chicagói Egyetem ásatása a Torralba-Ambronában (1961–63, 1967, 1980–81); és a Sierra de Espadan projekt irányítása az antropológiában, a történeti régészetben és a környezettudományban (1980–1987).
- 2001-ben Karl és Elisabeth terepi kirándulásokat szerveztek és vezettek Spanyolország keleti részén a latin-amerikai geográfusok konferenciájára.
- Mexikó, ahol Butzer 1985–1991-es éves terepi kirándulásokat végzett, és irányította a Laguna Projekt 1995–2000-et, amely a spanyol gyarmati lenyomattal és Észak-Mexikó környezeti történetével foglalkozik. Karl és Elisabeth Butzer városi és vidéki kirándulásokat szervezett és vezetett Közép-Mexikóban (1989) és Észak-Mexikóban (2000) a latin-amerikai geográfusok konferenciájához.
- Ausztrália, terepmunka David Helgrennel együttműködve, az Új-Dél-Walesbe történő állatállomány bevezetésének hatásainak felmérésére (1999, 2003).
- Ciprus, a környezeti történelem és a geoarcheológia tanulmánya (2004).
- Egyéb terepmunkák közé tartozik a francia tengerparti újjáépítés Nova Scotia-ban (1999) és a kelta dombok geoarcheológiája Észak-Portugáliában (2010-2011).

## Tanári munkássága
- A Wisconsini Egyetemen (1960-1966) Butzer rendszeresen tartott kurzusokat pleisztocén környezetekről, ideértve az úgynevezett geoarcheológiát, a bevezető fizikai földrajz mellett, valamint a klimatológia és a part menti geomorfológia végzős szemináriumait.
- A Chicagói Egyetemen (1966-1984) továbbtanította a fizikai földrajz, az alkalmazott geomorfológia és a környezeti régészet továbbképzését, valamint diplomáciai szemináriumokat a településrégészet és földrajz területén.
- Az ETH-Zürichben (1981-1982) bevezette az emberi földrajz új programját, amelyet távozása után is folytattak.
- A Texasi Egyetemen (1984 óta) geoarcheológiai és környezeti történelem posztgraduális kurzusokat tartott; kulturális ökológia; történelmi földrajz; táj, a társadalom és a jelentés. 2005-ben megkapta a Texasi Egyetem Kimagasló Tanári Díját. 30 doktorátus (közülük 9 nő) és 16 MA (7 nő) volt Wisconsinban, Chicagóban és Texasban.

## Kitüntetései
- 2009: Melvin G. Marcus kitűnő karrierdíj – az Amerikai Geográfusok Szövetségének geomorfológiai szakcsoportja
- A Királyi Földrajzi Társaság Busk-érem
- Az Amerikai Régészeti Társaság Fryxell-érem
- 1986: Régészeti geológiai díj
- 1991. évi Pomerance-díj a régészet tudományos hozzájárulásáról
- 2002: Preston E. James Eminent latin-amerikai karrierdíj
- 1996: a Nemzeti Tudományos Akadémia tagja
- Tag, Amerikai Művészeti és Tudományos Akadémia

## Fontosabb publikációi
- 1964 Környezet és régészet: Az őskor ökológiai megközelítése
- 1978 Az emberi földrajz dimenziói: esszék néhány ismert és elhanyagolt témáról
- 1982 Régészet mint emberi ökológia: módszer és elmélet a kontextuális megközelítéshez
- 1988 "Szarvasmarha és juhok az új-Spanyolországtól: történelmi elődeik", az Amerikai Geográfusok Egyesületének évfolyamai, 78: 29-56.
- 1993 "Agronómia tudományának klasszikus hagyománya: a karolingiai mezőgazdaság és agronómia perspektívái", közleményben: PL Butzer és D. Lohrmann (szerk.), Tudomány a nyugati és a keleti civilizációban, Carolingian Times , 539–596.

## Magyarul megjelent művei
- A földfelszín formakincse; ford. Miczek György, Lóczy Dénes; Gondolat, Bp., 1986